# Saraz
Saraz è una frazione del comune di Éternoz-Vallée-du-Lison, situato nel dipartimento del Doubs nella regione della Borgogna-Franca Contea. In precedenza comune autonomo, il 1º gennaio 2025 è confluito insieme all'ex comune di Éternoz nel nuovo comune di Éternoz-Vallée-du-Lison.

## Società

### Evoluzione demografica
Abitanti censiti